# Bisetifer cephalotus
Bisetifer cephalotus är en spindelart som beskrevs av Andrei V. Tanasevitch 1987. Bisetifer cephalotus ingår i släktet Bisetifer och familjen täckvävarspindlar. Inga underarter finns listade.